# Empoasca canavalia
Empoasca canavalia är en insektsart som beskrevs av Delong 1932. Empoasca canavalia ingår i släktet Empoasca och familjen dvärgstritar. Inga underarter finns listade i Catalogue of Life.